# Amphichaetodon
Genre
Amphichaetodon est un genre de poissons de la famille des chaétodontidés.

## Liste des espèces
Selon FishBase (11 novembre 2016) et World Register of Marine Species (11 novembre 2016) :
- Amphichaetodon howensis (Waite, 1903)
- Amphichaetodon melbae Burgess et Caldwell in Burgess, 1978